# 田村館
田村館（たむらやかた）、または田村城（たむらじょう）は、神奈川県平塚市田村にあったとされる日本の城（城館）。鎌倉幕府草創期の御家人・三浦義村の居館。田村山荘（庄）（たむらさんそう）ともいう。

## 概要
相模川右岸の自然堤防上に立地し、八王子街道と田村の渡し（相模川の渡河地点）を望む位置にあったとされる。『吾妻鏡』貞応2年（1223年）4月の条より三浦義村の居館として史料上に現れ、安貞元年（1227年）・翌2年（1228年）の条などで、義村の建議で京より迎えられた摂家将軍・藤原頼経が同館を訪れた記録がある。築館年代は不明だが、『日本城郭大系』は建暦3年（1213年）の和田合戦以降の成立ではないかとしている。廃館時期については、『日本城郭全集』は延応元年（1239年）の三浦義村の死後とし、『日本城郭大系』では宝治元年（1247年）の宝治合戦（義村の子・三浦泰村敗死による三浦氏の衰退）後ではないかと推定している。

## 遺構
跡地は平塚市田村7丁目付近とされ、遺跡（埋蔵文化財包蔵地）名は「平塚市№53 田村館跡」となっている。『新編相模国風土記稿』には「小名馬場の北、八王子往来の東側に堀及び土居の蹟とおぼしき所あり」とあるが、現在は石碑が建つのみで、地表面で視認できる遺構はない。
発掘調査は平塚市教育委員会により2020年（令和2年）までに地点的に5ヶ所で実施されており、弥生時代中期から古代・中世・近世までの遺構（弥生時代-古墳時代集落・溝・土坑・井戸・掘立柱建物跡）・遺物（土師器・須恵器・中世かわらけ・近世陶磁器など）が出土しているが、確実に義村の田村館に関連付けられるような遺構は未発見であるという。